# Akmonides
Akmonides (altgriechisch Ἀκμωνίδης Akmōnídēs, deutsch ‚Sohn des Ambosses‘, lateinisch Acmonides) ist in der griechischen Mythologie ein Kyklop und mit Pyrakmon (Feuriger Amboss) und Arges (Leuchtender Blitz) gleichzusetzen.  
Er ist ein Sohn des Urgottes Uranos und der Gaia. Der Legende nach lebte er im Pelorum und ist mit seinem Bruder Achamas, Schmied in den feurigen Klüften des Vulkans Ätna auf Sizilien. Er schmiedete dem Zeus für den Kampf gegen die Titanen die Blitze. Doch hielt Zeus nach dem Sieg sein Versprechen nicht und verbannte ihn wieder in den Tartaros. Nach anderen Quellen ist Akmonides auch ein Zweitname Uranos’ selbst.